# Renate Götschl
Renate Götschl (Judenburg, 6. kolovoza 1975.) je bivša austrijska alpska skijašica.